# NCIS (negyedik évad)
Az itt található lista az NCIS című televíziós sorozat negyedik évadjának epizódjait tartalmazza.
| Eredeti cím | Eredeti bemutató     | Magyar cím           | Magyar bemutató      | #    |
| --- | -------------------- | -------------------- | -------------------- | ---- |
| Shalom | 2006. szeptember 19. | Shalom               | 2008. március 3.     | 4x01 |
| Miközben Gibbs megérdemelt pihenését tölti, Zivát gyilkossággal vádolja az FBI. Ziva megkéri Gibbst, hogy segítsen, ezért Gibbs segít neki bebizonyítani az ártatlanságát. |                      |                      |                      |      |
| Escaped | 2006. szeptember 26. | Menekülés közben     | 2008. március 10.    | 4x02 |
| Gibbst arra kérik, hogy térjen vissza a nyugdíjazásából, és segítsen Fornell ügynöknek megoldani egy ügyet, melyben egy szökött fegyencet kell elkapniuk. A veszélyes bűnöző komoly fenyegetést jelent Fornellre és a lányára. |                      |                      |                      |      |
| Singled Out | 2006. október 3.     | Villámrandi          | 2008. március 17.    | 4x03 |
| Egy eltűnt főhadnagy vérrel borított autójára bukkannak. Rövidesen kiderül, hogy a nő szabadidejében a számára legmegfelelőbb férfit kereste. A csapat beleássa magát az ügybe, Ziva pedig beépülve próbál információkat szerezni a nőről. |                      |                      |                      |      |
| Faking It | 2006. október 10.    | A beetetés           | 2008. március 31.    | 4x04 |
| Egy férfi felismer egy terroristát az utcán, majd az gondolkodás nélkül lelövi őt. A boncolás során a golyót nem találják meg az áldozatban, viszont a csapatnak sikerül elkapni a terroristát. Bizonyítékuk azonban nincs ellene. |                      |                      |                      |      |
| Dead and Unburied | 2006. október 17.    | Eltemetetlenül       | 2008. április 7.     | 4x05 |
| Egy eltűnt őrvezetőt holtan találnak egy elhagyatott házban. Kiderül, hogy az áldozatot már korábban meggyilkolták, és hogy a katonának Irakban kellett volna szolgálatot teljesítenie, ám ott sohasem jelent meg. |                      |                      |                      |      |
| Witch Hunt | 2006. október 31.    | Boszorkányüldözés    | 2008. április 14.    | 4x06 |
| A csapat Halloween-estén is dolgozik, ugyanis egy furcsa gyilkosság történt. Egy tengerészgyalogos lányát elrabolták, őt pedig súlyosan megsebesítették. A feleség azonban a jelek szerint valamit titkol. |                      |                      |                      |      |
| Sandblast | 2006. november 7.    | Homokvihar           | 2008. április 21.    | 4x07 |
| Egy magas rangú tiszt a fia szeme láttára veszti életét egy robbanásban a katonai golfpályán. Az NCIS csapatának egy esetleges készülődő terrortámadást kell felderítenie. |                      |                      |                      |      |
| Once a Hero | 2006. november 14.   | Aki egykor hős volt… | 2008. április 28.    | 4x08 |
| Az NCIS a leköszönő védelmi miniszter ellen elkövetett esetleges gyilkossági merénylet ügyében nyomoz. Bár a politikusok azt gondolják, hogy valójában a férfi, aki levetette magát az emeletről, öngyilkosságot követett el. |                      |                      |                      |      |
| Twisted Sister | 2006. november 21.   | A zűrös húg          | 2008. május 5.       | 4x09 |
| McGee az NCIS szabályait megszegve, állását kockáztatva próbál segíteni az éjszaka közepén felbukkanó zavarodott húgán, kinek ruhájára egy matróz vére került. Egyszemélyes nyomozásba kezd, hogy kiderítse, mi történt Sarah-val. |                      |                      |                      |      |
| Smoked | 2006. november 28.   | Megfüstölve          | 2008. május 19.      | 4x10 |
| Egy gimnázium kéményéből egy elszenesedett holttest kerül elő. Az FBI is csatlakozik a nyomozáshoz, ugyanis kiderül, hogy a holttest egy öt éve eltűnt sorozatgyilkosé, akinek a felesége és áldozatai között megdöbbentő a hasonlóság. |                      |                      |                      |      |
| Driven | 2006. december 12.   | Robotautó            | 2008. május 26.      | 4x11 |
| Egy mesterséges intelligenciával irányított autó tesztelése közben meghal egy tudós. Az elsőre öngyilkosságnak tűnő ügyben később megtervezett gyilkosságra utaló nyomokat találnak. Tony eközben tovább folytatja megfigyelési feladatát. |                      |                      |                      |      |
| Suspicion | 2007. január 16.     | Gyanakvás            | 2008. június 2.      | 4x12 |
| Egy Washingtontól délre lévő kisvárosban megölnek egy hivatásos katonát. A városiak azonban nem várnak az NCIS csapatára, még gyanúsítottjuk is van az ügyben: egy kuvaiti férfi, akire a seriff mindenképpen rá akarja varrni a gyilkosságot. |                      |                      |                      |      |
| Sharif Returns | 2007. január 23.     | Sharif visszatér     | 2008. augusztus 25.  | 4x13 |
| Egy őrnagy jelzőlámpák segítségével SOS-jelzést adott le, mielőtt brutális halált halt: kikaparta a saját szemét. Váratlanul Sharif jelentkezik Gibbs ügynöknél azzal, hogy a nála lévő mérges gázt használni fogja, ha csak el nem engednek egy terroristát. |                      |                      |                      |      |
| Blowback | 2007. február 6.     | Akció lefújva        | 2008. szeptember 1.  | 4x14 |
| Régóta keresett fegyverkereskedőt sikerül elcsípniük a haditengerészet embereinek. Később rájönnek, hogy valaki a tengerészet legmodernebb fegyverrendszerét akarja ellopni és értékesíteni. Doki megpróbál beépülni a hálózatba, de nem sikerül neki. |                      |                      |                      |      |
| Friends & Lovers | 2007. február 13.    | Szeretők és barátok  | 2008. szeptember 8.  | 4x15 |
| Egy pár egy már régen bezárt étteremben halott tetemre bukkan, amikor a férfi éppen meg akarja kérni párja kezét. Valószínűsíthető, hogy a holttest már több napja ott lehetett, majd az áldozatról a boncolás után kiderül, hogy nemcsak alkoholista volt, de még drogozott is. |                      |                      |                      |      |
| Dead Man Walking | 2007. február 20.    | Halálra ítélten      | 2008. szeptember 15. | 4x16 |
| Egy hadnagy kéri McGee-n keresztül Gibbs és az NCIS segítségét egy gyilkossági ügy kiderítésében. A dolog furcsasága az, hogy éppen magát a hadnagyot öli meg valaki radioaktív anyaggal. Az NCIS nehéz helyzetben van, hiszen még akkor is folytatódik a férfi mérgezése, amikor elvileg senki nem juthat a közelébe.                                                                                      |                      |                      |                      |      |
| Skeletons | 2007. február 27.    | Titkok               | 2008. szeptember 22. | 4x17 |
| Egy kriptában felrobban az egyik sírhely, majd kiderül, hogy jóval több tetem van benne, mint eredetileg kellene. Minden valószínűség szerint valaki tudta, hogy hol van még hely, ezért oda rejtette a holttesteket. Ám az első felvetés is tévesnek bizonyul, mert három helyett valójában öt testre bukkannak.                                                                                           |                      |                      |                      |      |
| Iceman | 2007. március 20.    | A megfagyott ember   | 2008. szeptember 29. | 4x18 |
| A boncterembe érkezik egy halottnak hitt férfi, de még életben van, csak leállt minden szerve, tehát kómában van. Kiderül, hogy a katona Gibbs egyik régi barátjának a fia, így az apa, Frank, saját maga is nyomozásba kezd. Kideríti ugyan, hogy mi az igazság, de akkorra már ő lesz a gyanúsított. |                      |                      |                      |      |
| Grace Period | 2007. április 3.     | Haladék              | 2008. október 6.     | 4x19 |
| Egy öngyilkos merénylő robbantja fel Cassidy ügynöknő két emberét. Gibbs és csapata nyomozásba kezd, de amikor kiderül, hogy az öngyilkos merénylő már a robbanás előtt halott volt, kezd érdekessé válni a helyzet. Gibbsnek és csapatának meg kell találnia az igazi merénylőt, mielőtt elkezdődnek a „béketárgyalások”.                                                                                  |                      |                      |                      |      |
| Cover Story | 2007. április 10.    | Címlap-sztori        | 2008. október 13.    | 4x20 |
| Egy tengerész eltűnését jelentik a tűzoltók, miután vért találtak házában, később a kocsiját is megtalálják, amely szintén véres volt. Az ügy egyre jobban kezd hasonlítani McGee új könyvére. Mikor megtalálják az eltűnt tengerész holttestét és egy másik tetemet, bebizonyosodik, hogy McGee egyik rajongója áll a tettek mögött.                                                                       |                      |                      |                      |      |
| Brothers In Arms | 2007. április 24.    | Bajtársak            | 2008. október 20.    | 4x21 |
| Shepard igazgatónő egy informátorával találkozik, aki La Grenouille fegyverkereskedőről adna át adatokat, de az informátort megölik. Az igazgatónő mindent megtesz, hogy elkapja La Grenouille-t, de minden ember meghal, aki információval tudna szolgálni a francia fegyverkereskedőről. |                      |                      |                      |      |
| In the Dark | 2007. május 1.       | A sötétben           | 2008. október 27.    | 4x22 |
| Egy vak fényképész által készített képen asszisztense felfedez egy holttestet, majd értesíti az NCIS-t. Gibbsnek és csapatának sikerül megtalálnia a holttestet egy híd alatt. Peter Lynn altiszt látszólag rablótámadás áldozata lett, azonban semmi sem az, aminek látszik. |                      |                      |                      |      |
| Trojan Horse | 2007. május 8.       | A trójai ló          | 2008. november 10.   | 4x23 |
| Az NCIS-hez taxin érkezik egy ember, aki meghal, mielőtt odaérne. Shepard igazgatónő eközben Párizsban tartózkodik, és ideiglenesen Gibbs lett az NCIS igazgatója. Jenny Shepard La Grenouille után nyomoz, és eljut egészen Moszkváig. Gibbs elhanyagolja igazgatói teendőit, inkább a csapatot vezeti a nyomozásban.                                                                                      |                      |                      |                      |      |
| Angel of Death | 2007. május 22.      | A halál angyala      | 2008. november 17.   | 4x24 |
| Shepard igazgatónő visszatér Párizsból, és dolgozószobájában egy üveg whiskey-t talál, amit nem ő hagyott ott. Eközben egy drogcsempészt elüt egy taxi, majd abba a kórházba kerül, ahol Jeanne dolgozik. A drogfutár húga és barátja érkezik a kórházba, hogy visszaszerezzék a csempészett heroint. Tony találkozik Jeanne apjával, közben a kocsija felrobbant, és mindenki azt hiszi, hogy ő ült benne. |                      |                      |                      |      |